# Донецький провулок (Київ)
Доне́цький прову́лок — провулок у Солом'янському районі міста Києва, місцевість Чоколівка. Пролягає від Донецької вулиці до вулиці Сім'ї Ідзиковських.

## Історія
Провулок виник у 10-х роках XX століття, мав назву Чоколівський, від місцевості Чоколівка, якою його прокладено. Сучасна назва — з 1952 року.

## Будівлі, заклади та організації
Уздовж провулка розташований п'ятиповерховий житловий будинок типу "хрущовки" по одну сторону й Дошкільний навчальний заклад №651 по іншу. На розі з вулицею Сім'ї Ідзиковських розташований магазин та аптека, на перетині провулку з вулицею Донецькою знаходиться пекарський кіоск.